# Integrae servandae
Integrae servandae ist ein Apostolisches Schreiben in Form eines Motu Proprio von Papst Paul VI. und wurde am 7. Dezember 1965 veröffentlicht. Mit diesem Schreiben erfolgte eine Neuregelung für die bis dahin bekannte Kongregation des Heiligen Offiziums.

## Allgemeines und Einleitung
Paul VI. skizzierte die Entstehung und die notwendigen Weiterentwicklungen dieser bedeutenden Kongregation. Er erinnerte an die Apostolische Konstitution Licet ab initio, mit der Papst Paul III. am 21. Juli 1542 die Kongregation ins Leben gerufen hatte. Mit der Apostolischen Konstitution Sapienti consilio von Pius X. wurde der Name Kongregation des Heiligen Offiziums eingeführt.

## Kongregation für die Glaubenslehre
Mit diesem päpstlichen Schreiben hatte der Papst die Zuständigkeit und die Struktur der Kongregation des Heiligen Offiziums neu geordnet und ihr den bis 2022 gültigen Namen Kongregation für die Glaubenslehre gegeben. Die Kongregation wurde erstmals auf eine ganz normale Kongregation heruntergestuft und das Recht auf Berufung, Rechtsvertretung und Prüfung durch Spezialisten eingeführt.

## Index Librorum Prohibitorum
Bereits im 19. Jahrhundert hatte die Kritik am Index Librorum Prohibitorum, in der Kurzform auch als „Bücherindex“ bekannt, stark zugenommen. Während des Zweiten Vatikanischen Konzils stand die Frage über die Indexregelung erneut an und die Entscheidung hierüber wurde dem Papst überlassen. Am letzten Konzilstag promulgierte Paul VI. mit diesem Motu Proprio die Anordnung, die jedoch noch nicht als Aufhebung des Index verstanden wurde. Zwar werde, so heißt es dort, die Kongregation für die Glaubenslehre auch weiterhin Anzeigen von Büchern entgegennehmen und die inkriminierten Werke überprüfen. Jedoch ist nicht mehr vom Verbieten, sondern nur noch vom Missbilligen die Rede. Mit diesem unscheinbaren Wort «Missbilligen» wurde das Ende der kirchlichen Bücherverbote impliziert.

## Einzelanweisungen
Das Apostolische Schreiben enthält grundlegende Einzelanweisungen deren Ausführung und Verbindlichkeit ausdrücklich betont wurde:
- Änderung des Namens in „Kongregation für die Glaubenslehre“
- Den Vorsitz führt der Papst persönlich, er bestellt einen Präfekten
- Festlegung des Aufgabenspektrums mit der festen Bindung an die Glaubenslehre und Zusammenarbeit mit den Bischöfen
- Überwachung und Prüfung des Bücherindex, Anhörung der Autoren
- Verurteilung der Verbrechen gegen den Glauben, nach den an Normen gebundenen und erfolgten Gerichtsverhandlungen
- Dem Angeklagten steht das Recht der Verteidigung und die Wahl eines Verteidigers zu
- Die Kongregation kann einen Rat aus Sachverständigen und Experten berufen und anhören
- Trennung von Verwaltung und Gerichtsbarkeit
- Festlegung von Arbeitsrichtlinien